# パリ・コレクション

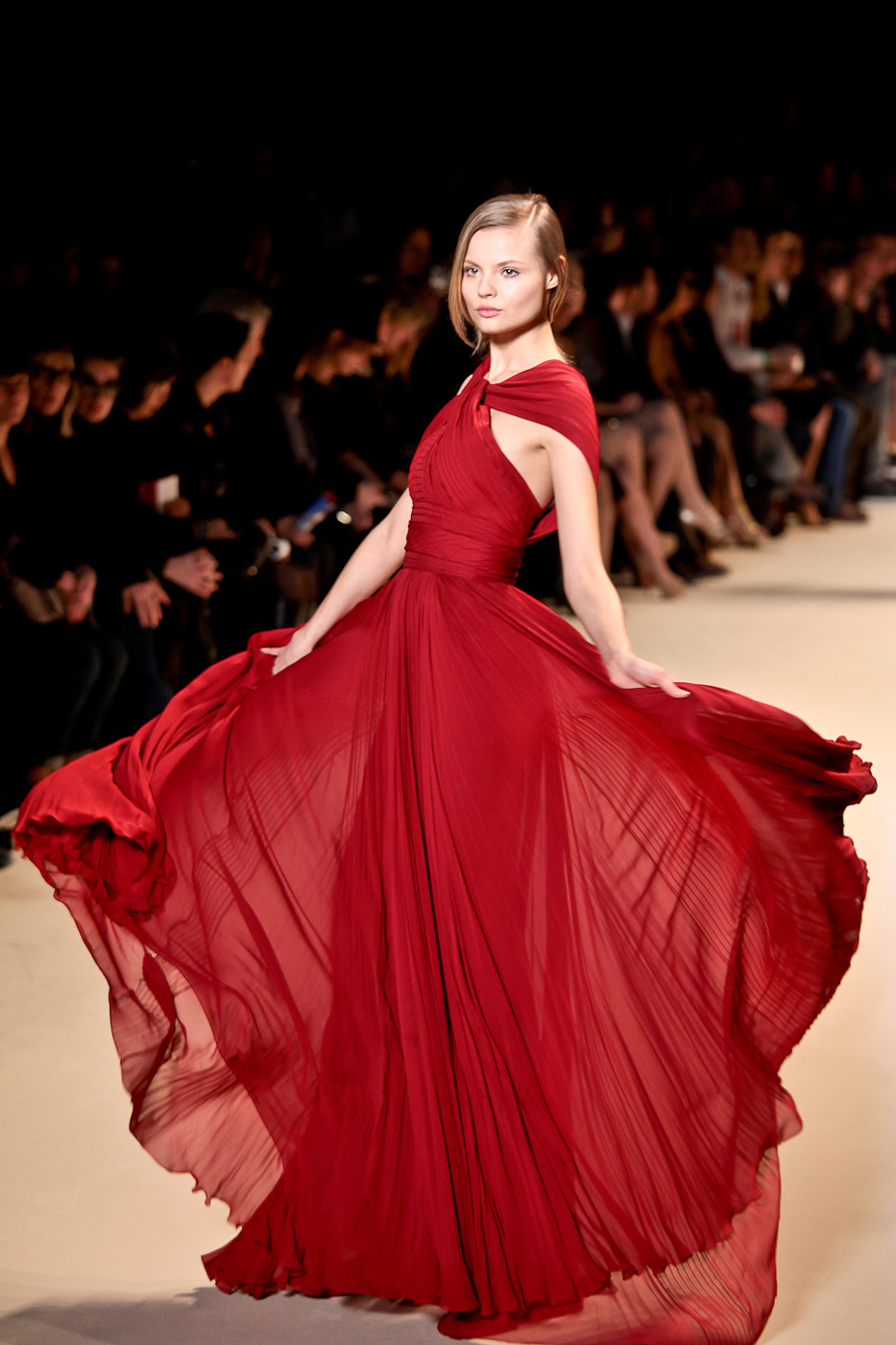
エリー・サーブ2011年秋冬オートクチュールコレクションのファッションショーより。モデル: マグダレナ・フロンツコヴィアク

パリ・コレクション（仏: semaine de la mode à Paris）は、年2回、フランスのパリで開かれるファッションブランドの新作発表会（ファッション・ウィーク）である。

## 概要
「パリ・プレタポルテ・コレクション」は3月に秋冬コレクション、10月に春夏コレクションが2週間前後の日程で開催発表される。また「パリ・オートクチュール・コレクション」は1月に春夏コレクション、7月に秋冬コレクション、メンズコレクションも同じく2月と7月に開催される。これらを総称して「パリコレ」という。パリ・コレクションは欧米では通じない日本だけの言葉。
数多くのファッションデザイナーがクリエイションを重視した新しい作品を発表し、世界各国のジャーナリスト、ライター、フォトグラファーなどのメディア関係者や、バイヤー、スタイリストなどのアパレル業界関係者、その他芸能人、時に政治家などが開催時に招待客として前列に並ぶ。その他、特に有名デザイナーのメゾンにおいては、世界的な著名人やVIP顧客などが招待される為に、実際には一般の人々が直接会場で見ることがとても難しい状況である。
世界の有名なプレタポルテのコレクションは、歴史的にも主にニューヨーク・ロンドン・ミラノ・パリの順番で4都市で開催される。多い時には各国から参加するデザイナーを合わせて総勢200近いメゾンが参加する。なかでもパリ・コレクションは世界的にも一番規模が大きく、高級ブランドが新作を発表し、その年のファッションの流行が左右されるため注目度は非常に高い。当Wikipediaパリ・コレクションのフランス語版記事では、英米アングロサクソンのメディアは、NY、ロンドン、ミラノ、パリを"ビッグ4"と称していると（多少の皮肉を込めて）引用している。
パリ・コレクションは1984年、ルーヴル美術館中庭に特設テントを設営しそこをメイン会場とした。そこで、一定期間にまとまった形でファッションショーが開催されていたが、1998年頃からはブランドごとにルーヴル美術館内の地下ホールや独自に会場を設けるメゾンも多くなった。

## 歴史
オートクチュール・コレクションの歴史はベルエポックと呼ばれた文化的爛熟期の20世紀初頭にさかのぼる。
オート（haute）クチュール（couture）を作り出し、高級衣装店協会を設立したシャルル＝フレデリック・ウォルトが先頭に立ち、最高の素材と技術、芸術的センスで仕立てられる最高権威のコレクション「パリ・オートクチュール・コレクション」として1910年頃から開催されるようになった。それゆえに「パリ・コレクション」とは、もともとはこのオートクチュール（最高級仕立て服）・コレクションを意味する言葉であった。
1970年、当時のプレタポルテデザイナーは自社ショールームで服を見せていた時代に、パリでブランドを立ち上げた高田賢三は、会場を借りてショーを開催。賢三の集客力に目をつけた「サンディカ（組合）」が合同でコレクションの開催を持ちかけ、1971年10月に賢三とドロテビス、シャンタル・トーマスが、同じ場所で’72春夏コレクションを合同発表した。この初の試みが、現代のパリコレ・プレタポルテの原型となった。こうして1970年代から「パリ・コレクション」がプレタポルテ（高級既製服）・コレクションを指すようになった。
1950年頃まではオートクチュールが世界のファッションをリードする存在であったが、1950年代、プレタポルテがファッションの奔流として台頭し、1960年代のプレタポルテ・コレクション開始が主導権の移り変わりを決定的なものにした。1968年の五月革命を期に、社会構造が真の意味での現代へと突入したフランスに大量消費時代が到来したこともこれを後押しした。第二次世界大戦の終戦直前には106あったフランスのオートクチュールメゾンも、1980年代から1990年代にかけての世代交代期には20あまりにまでに激減した。
「パリ・コレクション」は現在、厳密な意味において（定義を満たし、活動の力点をオートクチュールに置く）オートクチュールの技術と資本を備えているメゾンは10前後とも言われている。最高級注文服をオーダーする顧客は年々下降の一途であり、世界中の顧客数が2000人に満たないのではないかという説もある。フランスが誇る一文化としてオートクチュールに鑑みると、享受層が極端に限定される文化の衰退は、もはや時代の移り変わりの象徴と言えるかも知れない。
パリで開催される、オートクチュール、プレタポルテ、通常どれも日本では「パリ・コレクション」と言うが、しかし、現在において「パリ・コレクション」というとまず先に、プレタポルテのコレクションを指して意味するようにもなっている。それらを区別する為にオートクチュールは「パリ・オートクチュール・コレクション」と呼ばれている。

## 主な参加ブランド

### プレタポルテ・ウィメンズ
- アニエスベー
- アンリアレイジ
- アレキサンダー・マックイーン
- バレンシアガ
- カルヴェン（フランス語版）
- セリーヌ
- シャネル
- クロエ
- コム・デ・ギャルソン
- ディオール
- ジバンシー
- エルメス
- イッセイミヤケ
- ジャン・ポール・ゴルチェ
- ケンゾー
- ランバン
- ロエベ
- ルイ・ヴィトン
- ミュウミュウ
- サン・ローラン
- ステラ・マッカートニー
- ヴァネッサ・ブリューノ
- ヴァレンティノ
- Yohji Yamamoto